# Elsborgs slott

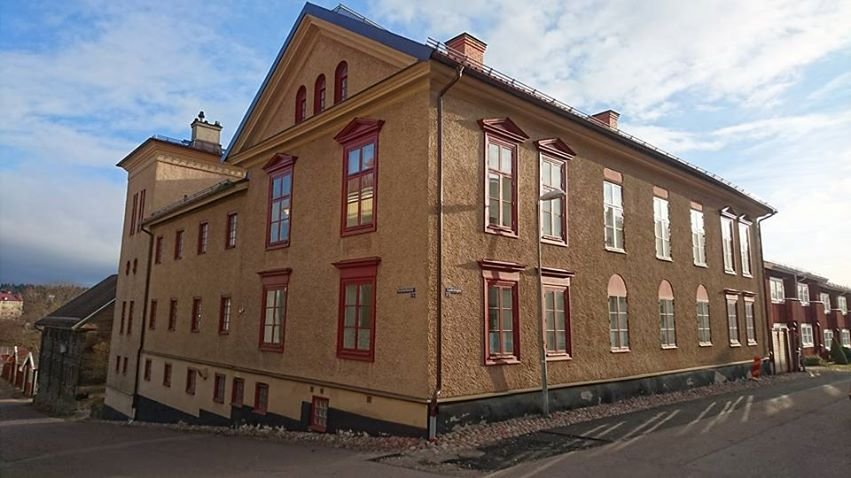
Elsborgs Slott sett från korsningen Engelbrektsgatan/Berghauptmansgatan.

Elsborgs slott är en byggnad i stadsdelen Elsborg i Falun.

## Historik
I 1413 års skattebok omtalas "ett slott widh Kopparberget". Det är sannolikt samma gård som fem år senare kallas "Barfvidsgardhin oppa Kopperbaerget". År 1560 ägdes Barfridsgården av fogden vid Kopparberget Erik Michelsson. 1612 omnämns en Mårten i Barwetsgården. På den äldsta kända kartan över Falun daterad 1628 syns att platsen var bebyggd. 

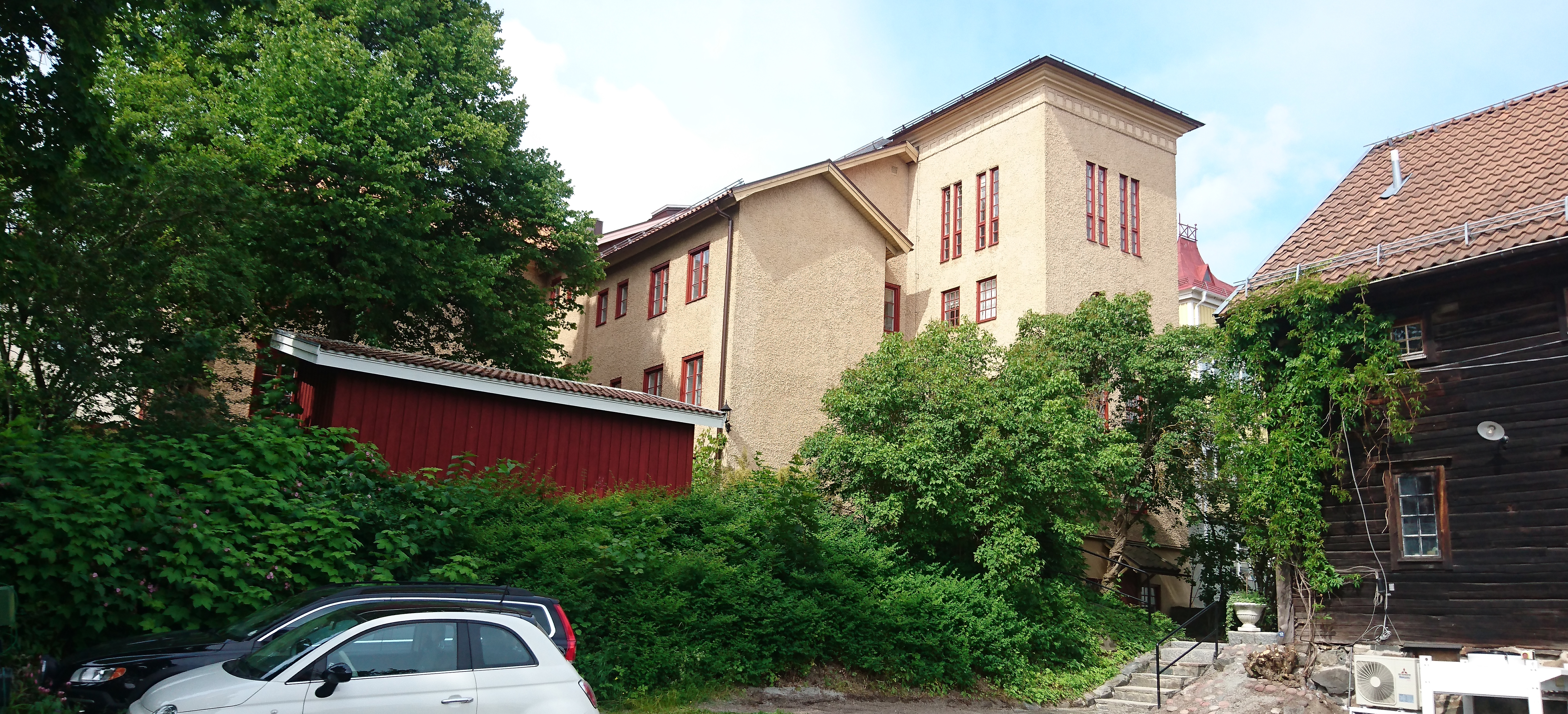
Elsborgs Slott sett från parkeringen.

På 1640-talet byts namnet ut mot "Slottet" och på 1700-talet träffar man på både "Slottsgården" och där utanför "Slottsgatan" som senare kallas Engelbrektsgatan.
I 1765 års tomtbok omtalas "Kärrvaktare Carl Fahlrots gård på Elsborg, av gammalt kallad Slottgården". Äldre forskare menar att gården på medeltiden (före Engelbrekts tid) varit en befäst anläggning vid Faluåns utlopp i Tisken. Enligt den idén skulle även stadsdelens namn, "Elsborg" komma därav.
År 1928 påträffades en igensatt källare strax söder om tornbyggnaden. På samma plats har även påträffats en pilspets av flinta och en av järn, samt en eldslagningssten.

## Byggnaden
Byggnaden är sammansatt av en tvåvåningsbyggnad längs Engelbrektsgatan och i vinkel mot denna en lägre tvåvåningsbyggnad samt ett torn i fyra våningar. "Slottet" är uppfört av timmer och reveterat. Byggnaden har en tydlig högreståndsprägel med stilfull arkitektur, påkostade byggnadsdetaljer och en tidigare storlagen trädgård som gör att anläggningen på ett markant sätt skiljer sig från den enkla gruvarbetarbebyggelsen i Elsborg. Det igensatta källarvalvet kan vara medeltida, medan byggnaden längs Engelbrektsgatan torde innehålla 1600-talsdelar. Sin nuvarande karaktär fick "slottet" sannolikt under 1800-talets förra del då Carl Petter Bergsten efter en italienresa lär ha omsatt sina intryck i gården och inrett tornet (troligen även byggt på det) och övre våningen åt sin mor.
År 1916 köptes gården av antikvitetshandlaren Carl Lennerthson som gjorde en grundlig och stiltrogen upprustning, samt inredde den med utsökta antikviteter. Många av interiörerna innehåller fortfarande fina kakelugnar, lister, dörrar och tapeter som har bevarandevärde.
På 1980-talet renoverades huset och byggdes delvis om interiört, och det bildades en bostadsrättsförening som sedan dess äger och sköter huset.